# Kunibert Krix
Kunibert Krix, né le 13 février 1867 à Osterode, arrondissement d'Osterode-en-Prusse-Orientale (de) (province de Prusse) et mort le 24 novembre 1931 à Braunsberg (province de Prusse-Orientale), est un prêtre catholique et homme politique allemand, membre du parti Zentrum. Il est député au Reichstag de l'Empire allemand de 1912 à 1918.

## Biographie
Krix est scolarisé à l'école citoyenne (Bürgerschule) de Neidenburg et au Gymnasium de Rößel. Il rejoint les bancs de l'université de Münster en 1887 et étudie également au lycée de Braunsberg. Il est ordonné prêtre le 12 octobre 1890 en la cathédrale de Frauenberg. La même année, il devient chapelain à Wernersdorf, puis à Montau (pl) et Marienwerder en 1891. Il devient curé de Riesenburg en 1893 puis de Groß Lemkendorf en 1897. En 1928, il devient lecteur de polonais à l'université d'État de Braunsberg. Krix est par ailleurs membre des organisations agricoles Ermländischer Bauverein et Landwirtschaftlicher Verein à Allenstein.
De 1912 à 1918, Krix représente la 9e circonscription du district de Königsberg au Reichstag de l'Empire allemand pour le parti Zentrum,.
Krix meurt le 24 novembre 1931 d'un accident vasculaire cérébral alors qu'il donne un cours à Braunsberg. Il est inhumé au cimetière des Chanoines de Frombork (pl).